# Cirolana mimulus
Cirolana mimulus är en kräftdjursart som beskrevs av Marilyn Schotte och Brian Frederick Kensley 2005. Cirolana mimulus ingår i släktet Cirolana och familjen Cirolanidae.
Artens utbredningsområde är Seychellerna. Inga underarter finns listade i Catalogue of Life.